# Брантон
Брантон (фр. Brenthonne) је насељено место у Француској у региону Рона-Алпи, у департману Горња Савоја.
По подацима из 2011. године у општини је живело 927 становника, а густина насељености је износила 110,62 становника/km².

## Демографија
| 1962. | 1968. | 1975. | 1982. | 1990. | 2011. |
| ----- | ----- | ----- | ----- | ----- | ----- |
| 461   | 480   | 536   | 533   | 654   | 927   |